# Torre Scola
La torre Scola o San Giovanni Battista es un edificio fortificado construido sobre un islote frente a la punta nororiental (también llamada Punta Scola) de la isla de Palmaria, en el municipio de Porto Venere, en la provincia de La Spezia.Fue construido por la República de Génova en 1606, y junto con los fuertes Cavour y Umberto I y la Batería del Semáforo, forman parte de las posiciones defensivas de Palmaria, que a su vez forman parte del Sistema de fortificaciones del Golfo de La Spezia.

## Descripción
La torre tiene planta pentagonal, con un espesor medio de muros de unos 4 m con capacidad para albergar hasta ocho personas (seis soldados, un capitán y un maestro bombardero) y diez cañones y capaz de "disparar" el brazo del mar entre la bahía de Palmaria, la bahía de Olivo en Porto Venere y el golfo de Lerici
Por años estuvo en ruinas y padeció la erosión. Actualmente, la estructura fue restaurada. Actualmente es un destino turístico.

## Historia

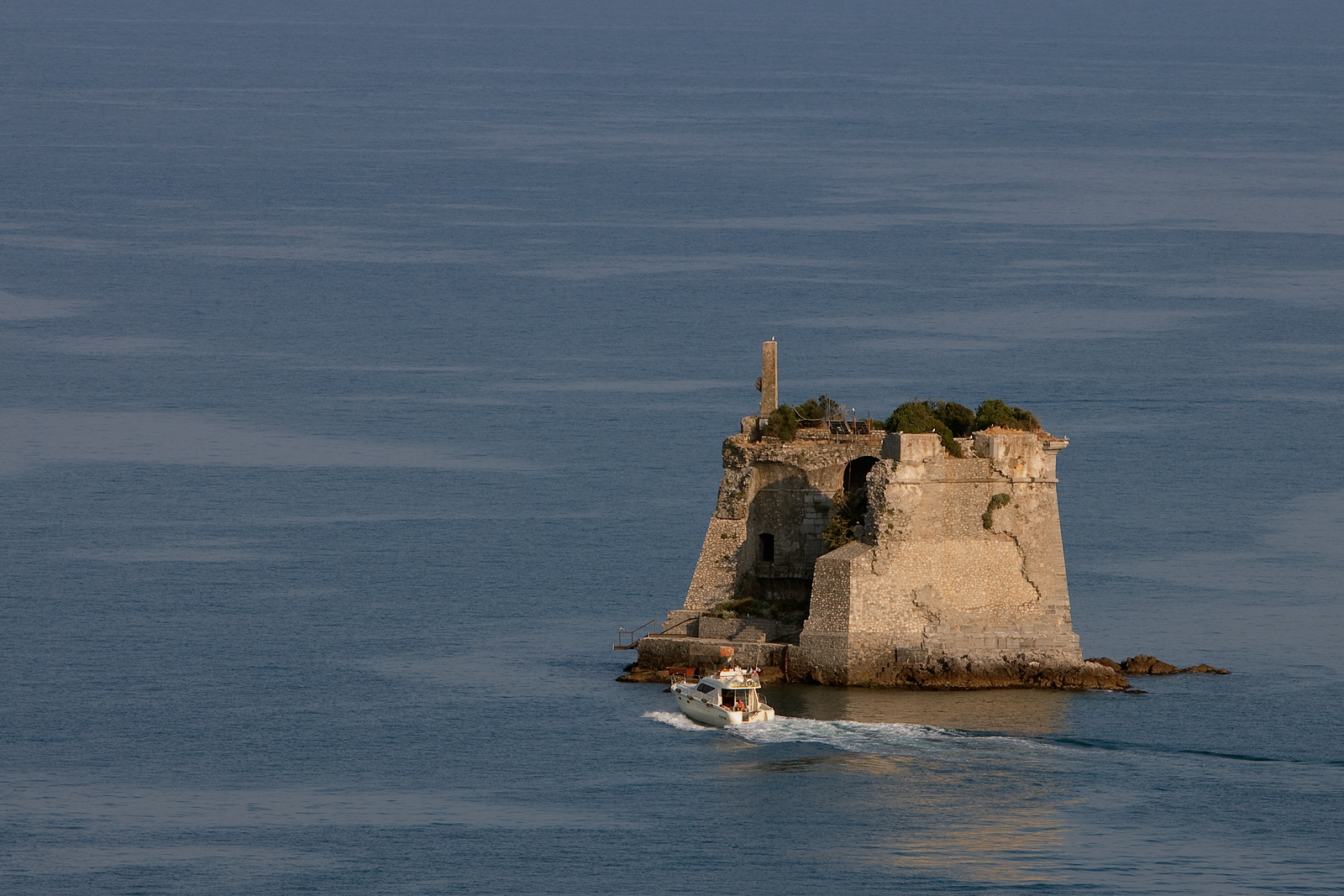
Fotografía de la torre.

Entre los siglos XVI y XVII, el Senado de la República de Génova decidió construir un sistema defensivo y de vigilancia en la costa de Liguria con el fin de proteger las costas y los pueblos cercanos. La torre fue construida a principios del siglo XVII. La construcción de la torre costó un estimado de 56000 liras genoveses.
Durante las guerras napoleónicas, la torre estuvo en el centro de los enfrentamientos navales entre los ingleses y franceses del 23 de enero de 1800. Los franceses estaban posicionados en el golfo de La Spezia y los ingleses querían sacarlos del golfo. La torre recibió varios cañonazos y sufrió un desprendimiento de un lado de la torre, por lo que se decidió abandonarla por completo en la primera mitad del siglo XIX
Durante la Primera Guerra Mundial, a Marina Militare de Italia decidió demoler la torre, pero esto fue evitado en 1915. Ubaldo Mazzini, inspector de monumentos, convenció al Ministerio de Educación que evite la demolición de la torre. Este organismo decidió convertir la torre defensiva en baliza de señalización
Entre 1976 y 1980 la estructura fue restaurada y se consolidaron los muros perimetrales.